# Möhlau
Möhlau è una frazione della città tedesca di Gräfenhainichen, nel Land della Sassonia-Anhalt.
Fino al 31 dicembre 2010 Möhlau era un comune autonomo.